# I Need Drugs
| Оценки критиков     | Оценки критиков |
| Источник            | Оценка          |
| ------------------- | --------------- |
| AllMusic            | [ 1 ]           |
| New Musical Express | [ 2 ]           |
| RapReviews          | 7 из 10         |

«I Need Drugs» (с англ. — «Мне нужны наркотики») — дебютный сольный студийный альбом американского рэпера Некро, выпущенный 7 ноября 2000 года на собственном независимом лейбле Psycho+Logical-Records. Альбом был записан на звукозаписывающей студии No Mystery Studios в родном городе артиста, Нью-Йорке. Музыкальным и исполнительным продюсером проекта выступил сам Некро, а приглашёнными гостями стали его старший брат Илл Билл и М-р Хайд. Песни «Get On Your Knees» и «The Most Sadistic» были выпущены в виде синглов, а на заглавную песню альбома «I Need Drugs» был снят провокационный видеоклип, в котором дядя Некро, изображённый на обложке альбома, с приятелем употребляют героин и крэк-кокаин, пока Некро читает рэп. В 2009 году американский журнал ужасов «Fangoria» назвал этот альбом одним из знаковых альбомов в жанре хорроркор.

## Композиции
Альбом состоит из 13 студийных треков и три радио-фристайла. Основной тематикой альбома являются наркотики. Мрачные тексты песен также затрагивают темы насилия, убийства, кровожадности, секса и смерти.
Дебютный сингл артиста, «Get On Your Knees» с би-сайдом «Underground», был выпущен в 1997 на лейбле Fat Beats Records.
Пять песен — «Cockroaches», «I'm Sick Of You», «Burn The Groove 2 Death», «Fuck You 2 The Track» и «S.T.D.» — с первого мини-альбома музыканта «Cockroaches EP», вышедшем в 1998 году для Uncle Howie Records, также вошли в состав альбома.
Второй сингл с альбома «The Most Sadistic» был выпущен в 1999 году уже на Psycho+Logical-Records в двух версиях: первая с би-сайдами «You're Dead» и «Your Fxxxing Head Split» непосредственно с самого альбома, во второй версии би-сайдом вышла песня Илл Билла «How To Kill A Cop». Тематика насилия как в «The Most Sadistic» будет являться ведущей во всех последующих работах музыканта.
Тематику песен «Hoe Blow», «Get On Your Knees», «Fuck You To The Track» и «S.T.D.» описывают как женоненавистнический порно-рэп, которая получит продолжение на последующих альбомах артиста вплоть до пластинки «The Sexsorcist», где и послужит его концепцией. Песня «I Need Drugs» является некой пародией или даже кавер-версией на «I Need Love» LL Cool J'я, повторяющую её элементы и любовную стилистику хита.
После этого релиза впоследствии были сделаны ремиксы на «The Most Sadistic» и «Fuck You To The Track» в 2001 году для «Rare Demos And Freestyles Volume 1» и «Rare Demos And Freestyles Vol. 2» соответственно. Альтернативный микс песни «Rugged Shit» также был выпущен в 2003 году на «Rare Demos & Freestyles Vol. 3». Песня «Your Fuckin' Head Split» прозвучала в комедийном фильме 2011 года «Вышибала».

## Список композиций
| №                   | Название                                               | Длительность |
| ------------------- | ------------------------------------------------------ | ------------ |
| 1.                  | «The Most Sadistic» (при участии Илл Билл)             | 2:59         |
| 2.                  | «Hoe Blow»                                             | 3:33         |
| 3.                  | «I Need Drugs»                                         | 4:40         |
| 4.                  | «Your Fucking Head Split»                              | 3:04         |
| 5.                  | «You're Dead» (при участии Илл Билл)                   | 3:00         |
| 6.                  | «Get On Your Knees»                                    | 5:36         |
| 7.                  | «Rugged Shit»                                          | 3:07         |
| 8.                  | «I'm Sick Of You»                                      | 3:13         |
| 9.                  | «Cockroaches»                                          | 2:44         |
| 10.                 | «Fuck You To The Track»                                | 3:13         |
| 11.                 | «Burn The Groove To Death (Nail 'Em To The Cross)»     | 5:18         |
| 12.                 | «Underground»                                          | 5:51         |
| 13.                 | «S.T.D.»                                               | 2:39         |
| 14.                 | «WKCR 89.9 Freestyle 4/20/2000» (при участии М-р Хайд) | 8:17         |
| 15.                 | «WNYU 89.1 X-Mas Freestyle 12/23/1999»                 | 2:29         |
| 16.                 | «WNYU 89.1 Freestyle 5/10/2000»                        | 5:57         |
| Общая длительность: | Общая длительность:                                    | 1:05:41      |

### Список сэмплов
Примечание: информация об использованных сэмплах представлена с сайта WhoSampled.com, так как отсутствует в официальных источниках (физических и электронных вариантах данных альбома)
- В песне «Hoe Blow» были использованы вокальные партии и строчки из композиции «Criminal Minded» группы Boogie Down Productions
- В песне «I Need Drugs» использованы элементы композиции «I Need Love» рэпера LL Cool J
- В песне «Your Fuckin' Head Split» использованы элементы композиции «The Con Caper» написанной Стью Филлипсом и Дэной Капрофф для телесериала «Удивительный Человек-паук»
- В песне «You're Dead» использованы элементы композиции «Nel Cosmo» Пиеро Умилиани
- В песне «Get On Your Knees» были использованы вокальные партии и строчки из композиций «You’ve Lost That Lovin’ Feelin’» певицы Дайон Уорвик и «Put It In Your Mouth» рэпера Akinyele
- В песне «I'm Sick Of You» использованы элементы заглавной музыкальной темы фильма «Страшный испуг»
- В песне «Cockroaches» были использованы элементы композиции «Rain Forest» группы Tangerine Dream и фрагмент из фильма «Лицо со шрамом»
- В песне «Fuck You To The Track» использованы элементы композиции «All The Way Live» Рамзи Льюиса
- В песне «Burn The Groove To Death» были использованы вокальные партии и строчки из композиции «Sing A Mean Tune, Kid» группы Чикаго
- В песне «Underground» были использованы вокальные партии и строчки из композиций «New York Mining Disaster 1941» группы Bee Gees и «Master Of Puppets» группы Металлика, и мелодия из японского фильма «Затойчи и обречённый»

## Участники записи
- Рон Браунштейн — автор песен и вокал, музыкальный продюсер, микширование, исполнительный продюсер, оформление
- Уильям Браунштейн — автор песен и вокал на 1 и 5
- Christopher "Mr. Hyde" Catenacci – вокал на 14
- Джефф Абелл — микширование
- Дункан Станбари — мастеринг